# Ozaljborgen
Ozaljborgen (kroatiska: Stari grad Ozalj eller Gradina Ozalj) eller Ozaljslottet (Dvorac Ozalj) är en kulturmärkt borg och slott i Ozalj i Kroatien. Den började uppföras på 1200-talet och har sedan dess tillbyggts i omgångar. Byggnaden ägs och förvaltas sedan år 1928 av de kroatiska drakensbröderna. Det rymmer sedan år 1971 Ozaljs hembygdsmuseum och är en turistattraktion.

## Historik
Ozaljborgen är belägen på en klippa vid floden Kupa i Ozalj. Den uppfördes på 1200-talet och omnämns år 1244. På platsen för dagens borg har romerska lämningar påträffats. Romerska mynt, keramiska delar och murar från 500-talet vittnar om mänsklig aktivitet och att klippan där borgen är belägen tidigt användes som försvarspost.
Från år 1244 ägdes borgen av kungen men den övergick senare i flera framstående familjers ägo. Ozaljborgen har ägts och förvaltats av medlemmar från ätterna Babonić, Frankopan, Perlas, Batthyány och Thurn und Taxis som under olika perioder lämnat avtryck på dess arkitektoniska utformning. På 1700-talet var borgens ursprungliga syfte som försvarsverk definitivt uttjänat. Vidare tillbyggnader och rekonstruktioner förvandlade det utpräglade försvarsverket till ett representativt slott.     

## Beskrivning
En träbro leder till borgens entré som består av ett torn. År 1821 ersatte träbron en tidigare vindbrygga. Den nuvarande bron vilar på två pelare av sten. Den centrala pelaren var tidigare ett vakttorn. Öppningarna i vakttornet användes ursprungligen av bågskyttar som försvarade borgen från eventuella attacker. Det tidigare vakttornet och nuvarande bropelaren är intressant ur en arkitektonisk synvinkel eftersom dess nedre del är trekantig och dess övre del fyrkantig.
En passage genom tornet leder i förläggningen till borggården. Ingångstornet uppfördes år 1599 på initiativ av Juraj IV Zrinski. Till vänster om ingångstornet finns ett mindre försvarstorn. Efter ingångstornet finns Babonić-tornet som är byggnadskomplexet äldsta del och ursprungligen var dess centrala försvarstorn.
Byggnadskomplexet domineras av ett större konstruktion bestående av en två våningar hög byggnad med en sydlig, östlig och nordlig flygel. Denna tillkom under greve Theodor Batthyánys förvaltning åren 1743–1753 och uppfördes enligt idéer som tidigare utformats av Perlas-ätten.
Av särskilt värde är Zrinskipalatset – en byggnad inom slottskomplexet som flera generationer av Zrinski-ätten nyttjat som bostad. Palatset har varit bostad åt bland annat Petar Zrinski, Katarina Zrinska och Fran Krsto Frankopan. Den rektangulära byggnaden vars ursprungliga 1500-talsarkitektur har bevarat tills idag uppfördes av den habsburgske härföraren greve Nikola Šubić Zrinski. Vid palatsets entré finns inskriptionen "NICO.CO.ZR.1556" som är en latinsk förkortning för "Nicolaus comes Zriniensis 1556" (Nikola greve Zrinski 1556).

## Sägnen om Katarina
Enligt sägnen ska Katarina Zrinska ha kastat sig från Zrinskipalatset i floden Kupa efter att ha fått dödsbud om sin makes Petar Zrinskis död. Denne avrättades den 30 april 1671 för sin roll och inblandning i Zrinski-Frankopankonspirationen. Sanningen är att Katarina efter makens avrättning fördes till ett karmelitkloster i Graz där hon år 1673 dog i dunkelhet.